# قطعنامه ۱۳۸۷ شورای امنیت
قطعنامه ۱۳۸۷ شورای امنیت سازمان ملل متحد که در تاریخ ۱۵ ژانویه ۲۰۰۲ تصویب شد، سندی بین‌المللی دربارهٔ بررسی وضعیت در کرواسی است. این قطعنامه طی نشست ۴۴۴۸ام با ۱۵ رای موافق، ۰ مخالف و ۰ ممتنع تصویب شد.